# Steven L. Kwast

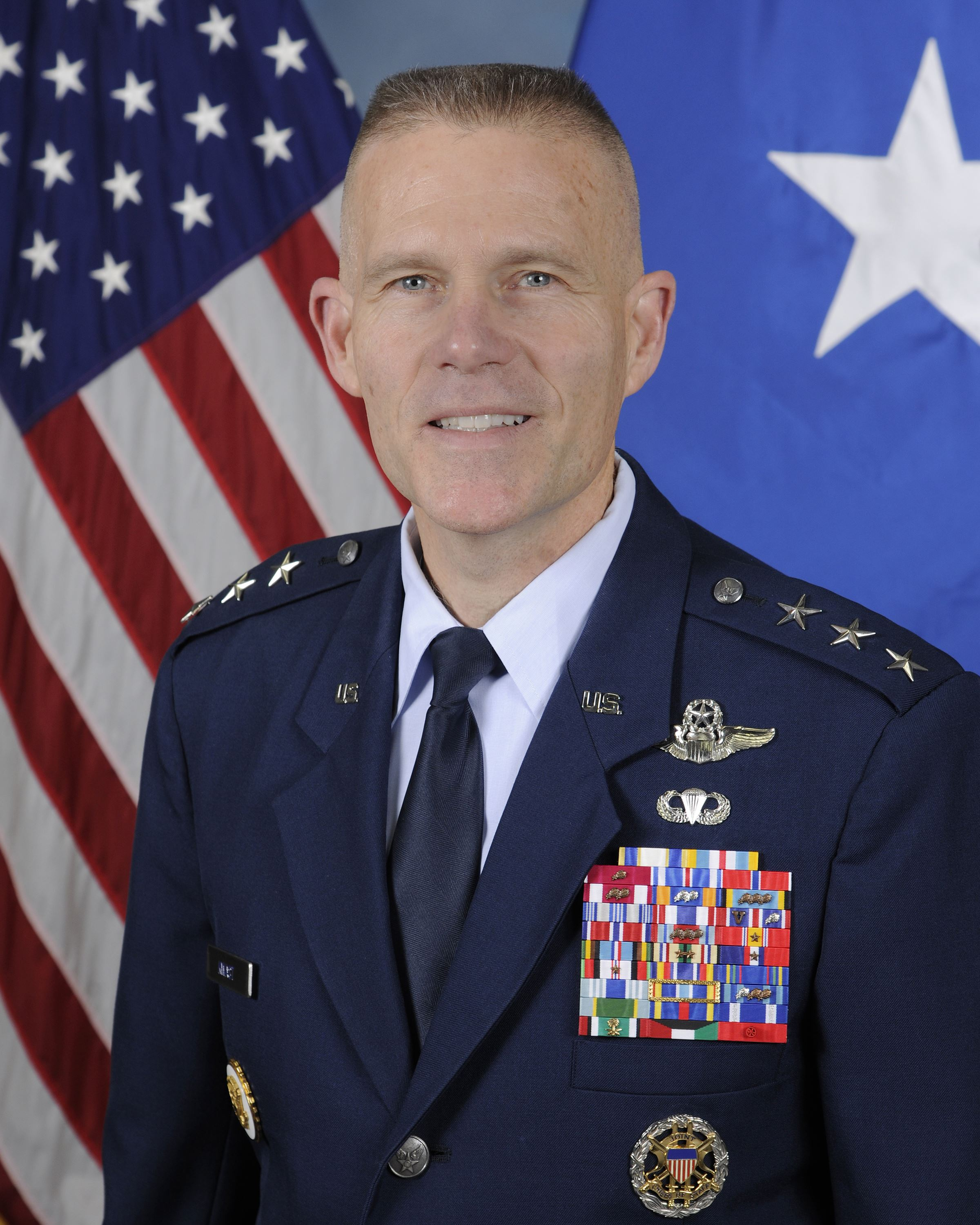
Steven L. Kwast (2018)

Steven Lloyd Kwast (* um 1964 in Stockton, San Joaquin County, Kalifornien) ist ein pensionierter Generalleutnant der United States Air Force. Er war unter anderem Kommandeur des Air Education and Training Commands.
Im Jahr 1986 absolvierte Kwast die United States Air Force Academy in Colorado Springs. Nach seiner Graduation wurde er als Leutnant in das Offizierskorps der Air Force aufgenommen. In der Folge durchlief er alle Offiziersgrade vom Leutnant bis zum Drei-Sterne-General.
Im Lauf seiner militärischen Karriere absolvierte er verschiedene Kurse und Schulungen. Dazu gehörten unter anderem eine Ausbildung zum Kampfpiloten und weitere Fortbildungskurse als Pilot neuer Flugzeugtypen; die Squadron Officer School auf der Maxwell Air Force Base (Maxwell AFB) in Alabama; die Fighter Weapons School auf der Nellis Air Force Base in Nevada; das Air Command and Staff College, das sich ebenfalls auf der Maxwell AFB befindet; das Air War College (über Fernkurs) und das Seminar XXI, Foreign Political and International Relations am Massachusetts Institute of Technology (MIT). Außerdem erhielt er akademische Grade von der Harvard Kennedy School, der Boston University und der University of North Carolina at Chapel Hill.
In seinen frühen Jahren als Offizier der Luftwaffe war er an verschiedenen Stützpunkten in den Vereinigten Staaten stationiert. Dabei war er als Pilot, Flugausbilder oder Stabsoffizier bei unterschiedlichen Einheiten tätig. Dazwischen absolvierte er die erwähnten Schulungen. Zwischenzeitlich war er als Kampfpilot im Zweiten Golfkrieg eingesetzt. Ab Juni 1997 bis zum August 1999 gehörte er zum militärischen Stab des Vizepräsidenten. Zwischen August 1999 und Juni 2002 war Steven Kwast in England auf der Royal Air Force Base Lakenheat stationiert. Dort war er Stabsoffizier und Staffelkapitän der 492nd Fighter Squadron.
Daran schloss sich sein Studium an der Boston University an, das er im Juni 2003 abschloss. Danach übernahm er auf der Laughlin Air Force Base in Texas das Kommando über die 47th Operations Group das er zwischen September 2003 und Februar 2005 innehatte. Nach einer Zeit als Stabsoffizier (Deputy Director for Colonel Matters, Air Force Senior Leader Management Office, Washington, D.C.) im Hauptquartier der Air Force wurde Kwast zur Johnson Air Force Base nach North Carolina versetzt, wo er zwischen September 2006 und September 2008 das 4. Kampfgeschwader (4th Fighter Wing) kommandierte. Danach war er bis April 2009 Stabsoffizier beim Air Combat Command, das auf der Langley Air Force Base in Virginia sein Hauptquartier hat.
Anschließend wurde Steven Kwast nach Afghanistan versetzt. Auf der dortigen Bagram Air Base übernahm er das Kommando über das 455. Expeditionsgeschwader (455th Air Expeditionary Wing). Diesen Oberbefehl hatte er zwischen April 2009 und April 2010 inne. Zwischen Juni 2010 und März 2012 gehörte er dem Stab der Joint Chiefs of Staff in Washington, D.C. an. Dort war er in der Abteilung für politisch-militärische Beziehungen zu Europa, der NATO und Russland tätig (Deputy Director for Politico-Military Affairs for Europe, NATO and Russia).
Es folgte eine Rückkehr zum Air Combat Command auf der Langley AFB. Dort leitete er zwischen März 2012 und Januar 2013 dessen Abteilung für Bedarf (Director of Requirements). Anschließend gehörte er bis Januar 2014 dem Stab des Hauptquartiers der Air Force an. Danach wurde er zur Maxwell AFB in Alabama versetzt, wo er zwischen Februar und November 2014 das Curtis E. LeMay Center for Doctrine Development and Education leitete. Gleichzeitig war er stellvertretender Leiter der Air University. Zwischen November 2014 und November 2017 leitete er dann diese Universität.
Steven Kwasts letzte militärische Mission vor seiner Pensionierung führte ihn auf die Randolph Air Force Base in Texas. Dort übernahm er am 16. November 2017 als Nachfolger von Darryl Roberson das Kommando über das Air Education and Training Command, das er bis zum 26. Juli 2019 innehatte, als Marshall B. Webb seine Nachfolge antrat.
Während seiner aktiven Zeit als Militärpilot absolvierte Steven Kwast über 3300 Flugstunden auf verschiedenen Flugzeugtypen.

## Daten der Beförderungen
| Abzeichen | Rang               | Jahr              |
| --------- | ------------------ | ----------------- |
|           | Second Lieutenant  | 28. Mai 1986      |
|           | First Lieutenant   | 28. Mai 1988      |
|           | Captain            | 28. Mai 1990      |
|           | Major              | 1. August 1996    |
|           | Lieutenant Colonel | 1. Juli 1999      |
|           | Colonel            | 1. August 2003    |
|           | Brigadier General  | 31. Juli 2009     |
|           | Major General      | 4. Mai 2012       |
|           | Lieutenant General | 10. November 2014 |

## Orden und Auszeichnungen
Steven Kwast erhielt im Lauf seiner militärischen Laufbahn unter anderem folgende Auszeichnungen:
- Air Force Distinguished Service Medal
- Defense Superior Service Medal
- Legion of Merit
- Bronze Star Medal
- Distinguished Flying Cross
- Meritorious Service Medal
- Air Medal
- Aerial Achievement Medal
- Air Force Achievement Medal
- Air Force Outstanding Unit Award
- Air Force Meritorious Unit Award
- Air Force Organizational Excellence Award
- Combat Readiness Medal
- National Defense Service Medal
- Armed Forces Expeditionary Medal
- Southwest Asia Service Medal
- Kosovo Campaign Medal
- Afghanistan Campaign Medal
- Global War on Terrorism Service Medal
- Nuclear Deterrence Operations Service Medal
- Air Force Longevity Service Award
- Orden der Ehrenlegion (Frankreich)
- NATO-Medaille
- Kuwait Liberation Medal (Saudi-Arabien)
- Kuwait Liberation Medal (Kuwait)